# Trichobyrrhulus variolosus
Trichobyrrhulus variolosus là một loài bọ cánh cứng trong họ Byrrhidae. Loài này được Perris miêu tả khoa học năm 1864.